# Louis-Élisabeth de La Vergne de Tressan
Pour les articles homonymes, voir La Vergne.
Louis-Élisabeth de la Vergne, comte de Tressan, né le 4 novembre 1705 au Mans et mort le 31 octobre 1783 d’une chute de voiture sur la route de Saint-Leu-la-Forêt, est un militaire, physicien et écrivain français, connu principalement pour ses adaptations de romans de chevalerie du Moyen Âge.

## Sa vie et son œuvre
À l’âge de 13 ans, il est compagnon du jeune Louis XV. Militaire de carrière, il est lieutenant-général et aide de camp du roi à la bataille de Fontenoy. Il est nommé gouverneur de Toul et il est appelé par le roi Stanislas à la cour de Lunéville où il reçoit le titre de grand maréchal.
Second président de la Société royale des sciences et belles-lettres de Nancy en 1751 et membre de plusieurs autres académies françaises et étrangères, il est élu membre de l’Académie des sciences en 1749 et de l’Académie française en 1780.
Ami de Voltaire et de Buffon, il fréquente le salon de  Claudine de Tencin et compose plusieurs odes, ainsi que de nombreuses adaptations de romans chevaleresques qu’il traduit et adapte de l’espagnol et de l’ancien français et dont certaines seront plusieurs fois rééditées. Il est également l’auteur de l’un des premiers traités en français sur l’électricité.
Il a également collaboré aux volumes VI et VII de l’Encyclopédie de Diderot et D’Alembert.
Son fils l'abbé Maurice-Élisabeth de Lavergne de Tressan, est aussi écrivain.

## Ouvrages sélectionnés
- Amadis de Gaule, traduction libre (1779)
- Roland furieux. Poème héroïque de l’Arioste (4 volumes, 1780)
- Essai sur le fluide électrique, considéré comme agent universel (2 volumes, 1786). Texte en ligne
- Corps d’extraits de romans de chevalerie (4 volumes, 1782). Contient : I. Discours préliminaire sur les romans françois. Tristan de Léonois, fils de Meliadus. Artus de Bretagne. Flores et Blanche-Fleur. Cléomades et Claremonde (d’après Adenet le Roi). Extrait du Roman de la Rose, précédé d’une courte dissertation sur l’état de la littérature française sous les règnes de Louis VI, Louis VII, Philippe-Auguste, Louis VIII, S. Louis, Philippe le Hardi et Philippe le Bel ; extrait du commencement du Roman de la Rose et des 4150 premiers vers qui nous sont restés de Guillaume de Loris. Pierre de Provence et la Belle Maguelone. II. La Fleur des batailles, ou Histoire des hauts faits de Doolin de Mayence. Huon de Bordeaux. Guérin de Montglave. III. Dom Ursino le Navarin et Dona Inès d’Oviédo. Histoire et plaisante chronique du petit Jehan de Saintré et de la Dame des Belles-cousines (d’après Antoine de La Sale). Les Apparences trompeuses, extrait de l’histoire du très noble et chevaleureux prince Gérard, comte de Nevers (d’après Gerbert de Montreuil). IV. Recherches sur l’origine des romans inventés avant l’ère chrétienne. Histoire de Rigda et de Regner Lodbrog. Zélie, ou l’Ingénue.
- Le Chevalier Robert, ou Histoire de Robert surnommé le Brave (1800)
- Rose Summers, ou les Dangers de l’imprévoyance traduit librement de l’anglais (1805)
- Œuvres (8 volumes, 1822-23)
- L'électricité : ode (Lire en ligne)